# 코레타 스콧 킹
코리타 스콧 킹(Coretta Scott King, 1927년 4월 27일~2006년 1월 30일)은 마틴 루터 킹 주니어의 부인이며, 민권 운동자, 정치인이었다.
부부는 둘다 미국 매사추세츠주 보스턴에서 학생 시절에 만났다. 그녀는 킹이 민권 운동의 지도자가 되면서 그와 함께 나란히 일하여 활동가로서 자신의 저명한 경력을 설립하였다. 1968년 남편의 암살 사건에 이어 코레타는 비폭력적 사회 변화를 위하여 마틴 루터 킹 주니어 센터를 창립하였고, 후에 공휴일로서 인정되는 데 그의 탄생일을 위하여 성공적으로 통과 운동을 하였다. 1994년 남아프리카 공화국을 방문하여 넬슨 만델라의 대통령 취임 연설식에 참석하기도 하였다. 2006년 78세의 나이에 난소암의 합병증으로 사망하였다.

## 어린 시절

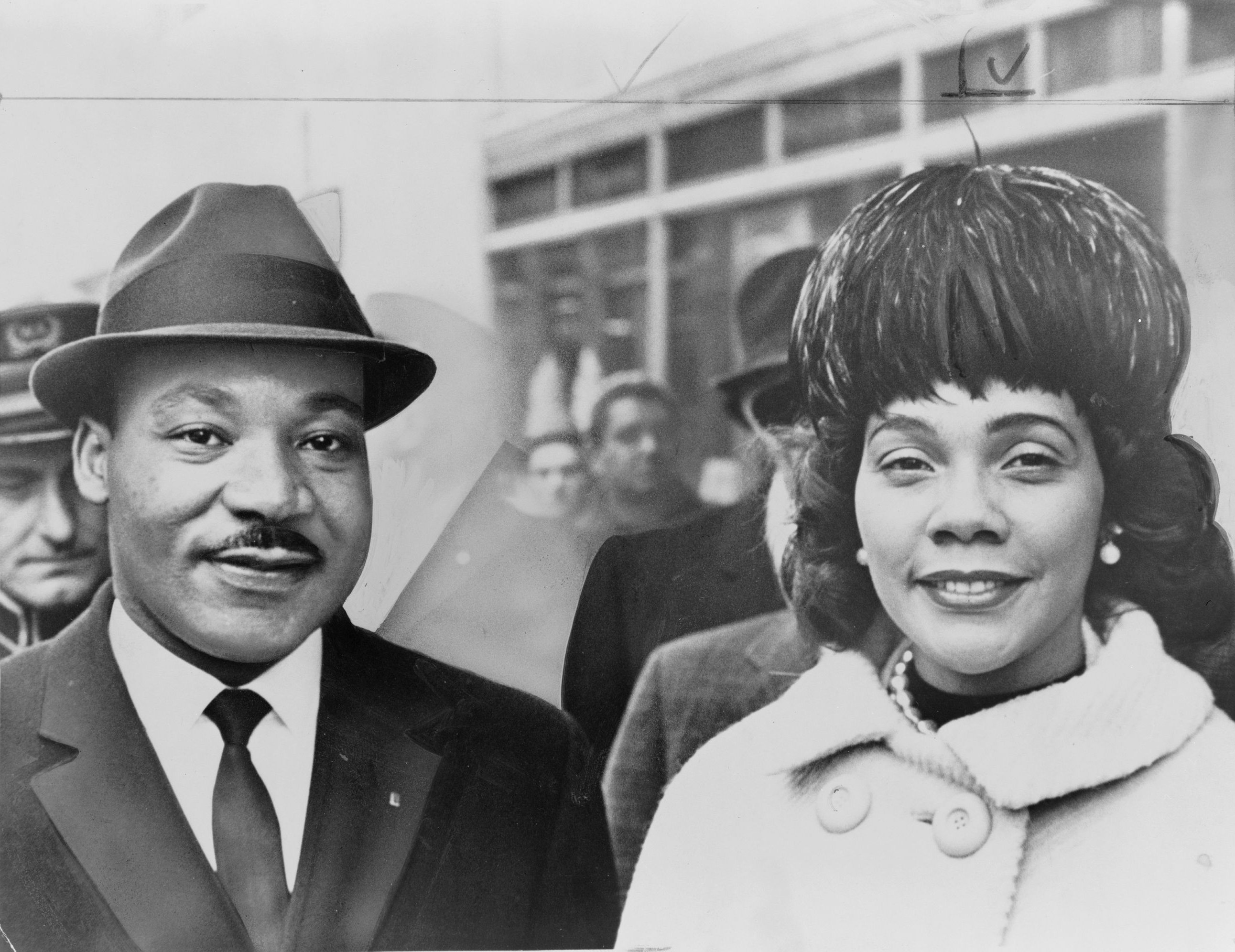
마틴 루터 킹 주니어와 코레타 여사

앨라배마주 매리언군 근처에서 태어난 코레타 스콧은 자신의 일생 초기에 민권 활동은 물론 자신의 성악과 바이올린 연주로 잘 알려졌다. 그녀는 링컨 고등학교에서 수학하여 1945년 수석 졸업생으로서 졸업하였고, 그러고나서 오하이오주 옐로스프링스에 있는 앤티오크 단과 대학에 입학하여 1951년 음악과 교육학에서 문학사를 받았다.
코레타는 매사추세츠주 보스턴에 있는 뉴잉글랜드 음악원으로 장학금이 수여되었으며 당시 보스턴 대학교의 신학교에서 박사 학위 후보였던 곧 유명해질 민권 운동가 마틴 루터 킹 주니어를 만났다. 1953년 6월 18일 그들은 매리언에서 결혼하였다.
1954년 뉴잉글랜드 음악원으로부터 성악과 바이올린에 자신의 학위를 얻은 후, 코레타는 남편과 함께 앨라배마주 몽고메리로 이주하여 킹은 덱스터 애비뉴 침례교회의 목사를 지내고 그녀는 그 후에 목사의 부인으로서 다양한 업무를 감독하였다.

## 민권 운동가
1950년대와 1960년대를 통하여 남편과 나란히 일을 한 코레타는 1955년 몽고메리 버스 보이콧에 가담하고, 1957년 새로운 국가의 독립을 표시하는 데 가나로 떠나고 1959년 인도로 순례 여행을 떠났으며 다른 노력들 중에 1964년 민권법을 통과시키는 일을 하였다.
남편과 더불어 일을 한 것으로 가장 잘 알려졌어도 코레타는 자신의 권리에 활동에서 저명한 경력을 설립하였다. 많은 역할들 중에 그녀는 공공 중개자와 평화와 사법 단체들에 연락원으로 일하였다.

## 마틴 루터 킹 주니어의 사망

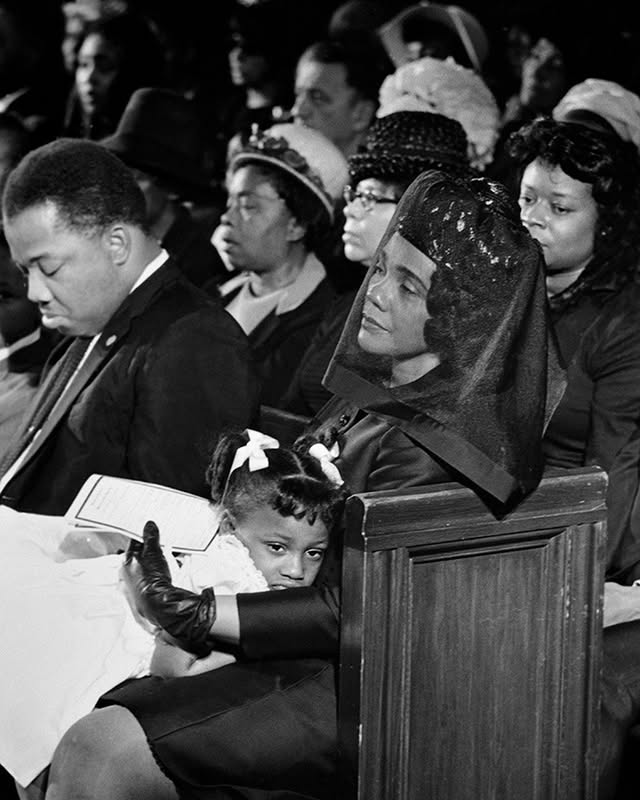
남편의 장례식에서 딸 버니스와 함께

1968년 4월 4일 테네시주 멤피스에 있는 로레인 모텔의 외부 발코니에서 서있던 동안 마틴 루터 킹 주니어가 저격수의 총탄을 맞고 살해되었다. 4일 후에 코레타는 파업 청소부들을 지원하는 데 멤피스를 통하여 남편의 계획된 행렬을 이끌었다.
저격수, 불만을 품은 방랑자이자 전범인 제임스 얼 레이는 체포되기 전에 2달간 사냥을 당하였다. 킹의 암살 사건은 전국에 걸쳐 100개 이상의 도시들에서 폭동과 데모들을 일으켰다.

## 남편의 사망 후 지속된 임무

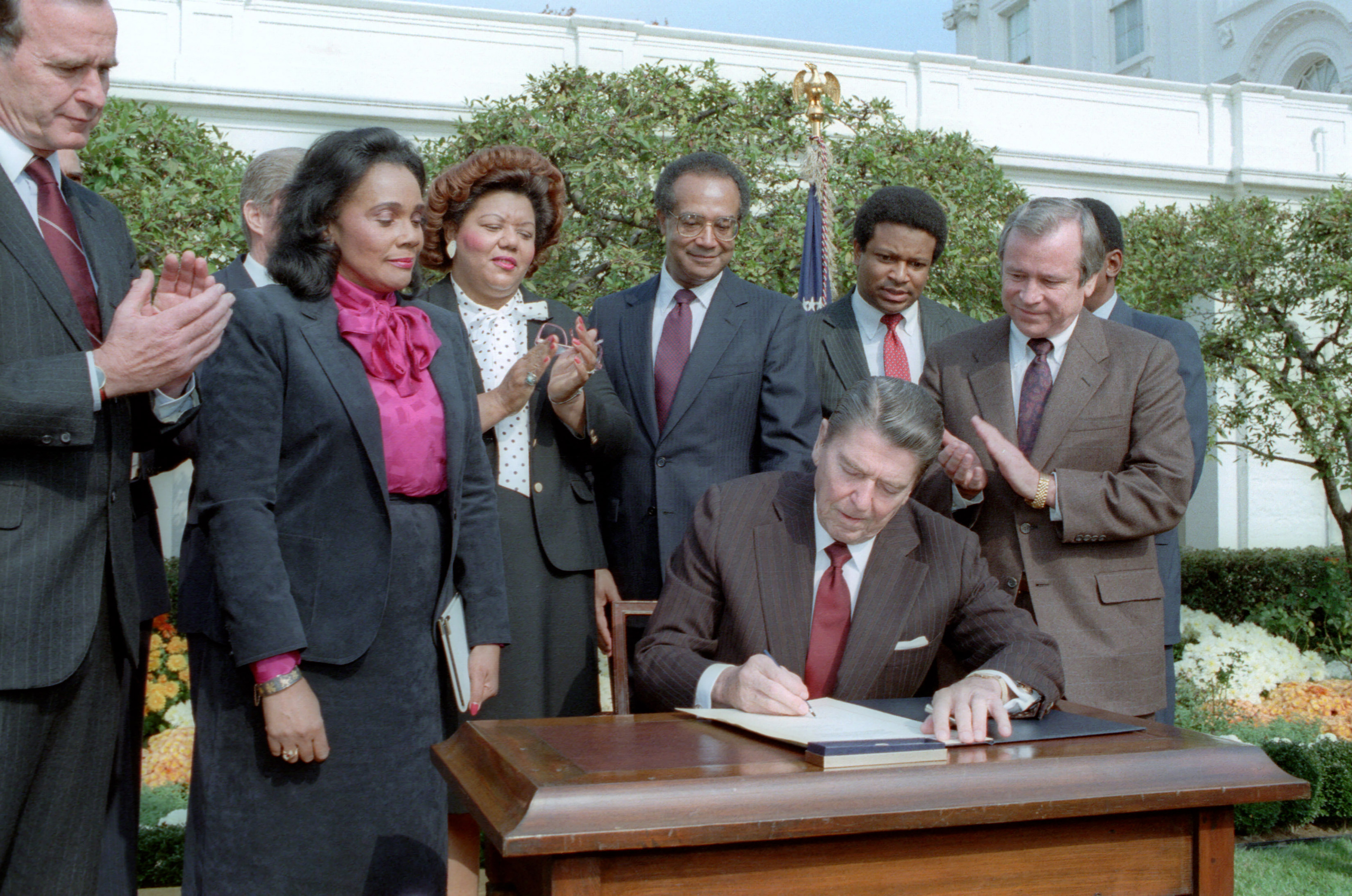
로널드 레이건 대통령에 의하여 마틴 루터 킹 주니어 탄생일의 공휴일 승인 서명식에서 (1983년 11월 2일)

남편의 암살 사건의 직후에 코레타는 비폭력적 사회 변화를 위한 마틴 루터 킹 주니어 센터를 창립하여 그 회장과 그 시초부터 최고 경영자를 지냈다. 애틀랜타에 있는 그의 생가를 주위로 마틴 루터 킹 주니어 국립 사적지가 된 것의 형성에 박차를 가한 후, 그녀는 1981년 그 마당에 새로운 킹 센터 단지를 바쳤다. 코레타는 남아프리카공화국에서 아파르트헤이트에 대항하는 자신의 논증들을 통하여, 그리고 CNN으로 신디케이트 특약 기고가와 공헌자로서 활동에 남아있었다. 그녀는 또한 로널드 레이건 대통령이 마틴 루터 킹 주니어 탄생일을 공휴일로서 설립한 법안에 서명했을 때 1983년 자신의 남편의 탄생일이 결실을 맺은 공식적인 인정을 위하여 15년간 투쟁을 보기도 하였다. 코레타는 1995년 아들 덱스터에게 킹 센터의 통제 수단을 넘겼으나 대중의 시선에 남아있었다. 1997년 그녀는 이어진 해에 레이가 옥사하였어도 남편의 주장된 암살범을 위한 재심을 요구하였다.

## 사망
2005년 8월 코레타는 심근 경색과 뇌졸중을 겪었다. 멕시코 플라야스데로사리토에 있는 진료소에서 난소암을 위한 치료를 추구한 동안 2006년 1월 30일 6달후 적게 사망하였다. 향년 78세.

## 장례식
2006년 2월 7일 코레타의 장례식은 조지아주에 있는 뉴버스 미셔너리 침례교회에서 열려 딸 버니스에 의하여 찬사되었다. 큰 교회에서 텔레비전으로 중개 방송된 장례식이 8시간이나 지속되었고, 부시 부자, 지미 카터와 빌 클린턴 대통령들을 포함하여 14,000명 이상의 사람들이 참석하였다. 당시 일리노이주 상원 버락 오바마도 또한 출석하였다.

## 개인 생활
〈마틴 루터 킹 주니어와 함께 한 나의 인생〉(1969년)의 저자 코레타는 마틴 루터 킹 주니어와 함께 4명의 자녀들 - 욜란다 데니즈(1955년~2007년), 마틴 루터 킹 3세(1957년~현재), 덱스터 스콧(1961년~현재)과 버니스 올버틴(1963년~현재)을 두었다. 생존한 자녀들이 킹 센터와 부친의 사유지를 관리한다.